# Bradysia picea
Bradysia picea är en tvåvingeart som först beskrevs av Rubsaamen 1894.  Bradysia picea ingår i släktet Bradysia och familjen sorgmyggor. Inga underarter finns listade i Catalogue of Life.